# Tong nien wang shi
Tong nien wang shi (童年往事, Tóng nián wǎng shì, "un temps per viure, un temps per morir") és una pel·lícula taiwanesa de 1985 dirigida per Hou Hsiao-hsien. Aquesta pel·lícula està inspirada en la història de la "coming-on-age" del guionista convertit en director Hou.
Aquesta pel·lícula és la segona part de la trilogia de la coming-on-age de Hou, precedida per Dong dong de jia qi (1984) i seguida de Ni luo he nu er (1987)

## Argument
Entre els anys 1947 i 1965, la pel·lícula segueix la maduració d'Ah-ha (Ah-hsiao) mentre ell i la seva família (pares, àvia, germana gran, tres germans) enfronten el xoc d'abandonar la seva terra natal (l'àvia segueix parlant sobre tornar al continent per visitar els avantpassats). Després d'haver estat només un nen durant la mudança, Ah-ha s'aclimata ràpidament al nou país, sovint posant-lo en desacord amb la seva família més tradicional; s'uneix a una colla de carrer i ha de triar entre aquella vida i fer l'examen d'accés a la universitat.

## Repartiment
- Chang Chia-bao
- Chang Neng
- Chen Chih-chen
- Chen Han-wen
- Chen Shu-fang
- Chiang Bao-te
- Chou Tung-hung
- Hsiao Ai
- Hu Hsiang-ping
- Kao Tung-lai
- Lin Chung-wen
- Liu Kuo-bao
- Lo Cheng-ye
- Lo Shun-lin
- Lo Tse-chung

## Premis
- 1985 Premis de Cinema Golden Horse
  - Guanyador : Millor guió i millor actriu secundària
- 1986 36è Festival Internacional de Cinema de Berlín Fòrum del Nou Cinema
  - Guanyador: Premi FIPRESCI
- 1987 Festival Internacional de Cinema de Rotterdam
  - Guanyador: Premi Rotterdam - Millor pel·lícula no americana/no europea
- 1990 Premis Kinema Junpo
  - Guanyador: Millor director de pel·lícula en llengua estrangera - Hou Hsiao-hsien

## Recepció
L'agregador de ressenyes Rotten Tomatoes informa d'una aprovació del 100% per The Time to Live and the Time to Die, basat en cinc ressenyes amb una puntuació mitjana de 8,2/10. Janet Maslin de The New York Times va elogiar la seva fotografia i va escriure que "gran part de la pel·lícula tracta sobre el patiment i la pèrdua, detallant les doloroses circumstàncies en què els membres de la família, un per un, creixen, emmalalteixen i moren. La senzillesa i el tacte amb què es relaten aquestes malalties ajuden a donar un impacte emocional a una pel·lícula, d'altra banda, sense incidents... És una pel·lícula sense pretensions i en gran part poc notable que de vegades arriba a profunditats inesperades de sentiment." Variety l'anomenada "imatge controlada i altament nostàlgica de la infància."

## Llegat
Derek Malcolm ha comparat Hou Hsiao-hsien amb Satyajit Ray i va escriure que l'honestedat i la veritat de la pel·lícula "aconsegueixen reunir a la perfecció aquest petit microcosmos del món... Tot està bé: l'ús miraculós del so, el cinematografia límpida, l'actuació natural crea una atmosfera que no pots oblidar." Jonathan Rosenbaum va elogiar la seva cinematografia long take i deep focus i la va anomenar "la crònica familiar sense presses té una força emocional i un significat històric que potser no es veu immediatament". Geoff Andrew de Time Out va escriure que "És l'honestedat inquebrantable i sense sentiments que proporciona la intel·ligència elegíaca: l'estil tranquil de Hou esclata endavant, aquí i allà, en escenes sobtades i superlatives de poder emocional sense traves. És un retrat brillantment senzill però polifacètic de la pèrdua i la complaença de la infància: literalment, no podem tornar a casa."